# Rustenburg (Amersfoort)
Rustenburg is een wijk in de Nederlandse stad Amersfoort. Het ligt in het oosten van Amersfoort, tussen de wijk Liendert en het bedrijventerrein Wieken-Vinkenhoef. Rustenburg is gebouwd in jaren zeventig en is een rustige groene wijk. Er zijn vooral eengezinswoningen met tuinen gebouwd, en er staan meer koop- dan huurwoningen. De Molendijkflat is de enige hoogbouw en vormt een belangrijk oriëntatiepunt.
De wijk is genoemd naar de boerderij Rustenburg aan de Lage Weg. De straten zijn genoemd naar mensen die tijdens de Tweede Wereldoorlog verzet pleegden of gedood zijn, of naar termen uit de Tweede Wereldoorlog zoals koerierster en bevrijding.
Rustenburg ligt in een van oorsprong nat en moerassig gebied. Door de aanleg van de Afsluitdijk en van het Valleikanaal werd het gebied vanaf de jaren dertig van de 20e eeuw droger.
Halverwege de jaren zeventig werd begonnen met de bouw van de woonwijk Rustenburg. Het was de laatste wijk die tot stand kwam in het kader van het Uitbreidingsplan in Hoofdzaak van David Zuiderhoek, sinds 1945 stadsarchitect van Amersfoort. Doel van dit plan was door uitbreidingen aan de noord- en oostzijde van de stad de stadskern weer het geografisch middelpunt van Amersfoort te laten worden.